# Pogonocichla
Pogonocichla is een monotypisch geslacht van zangvogels uit de familie vliegenvangers (Muscicapidae). De enige soort:
- Pogonocichla stellata – Sterrenpaapje